# Villa del Soldo
Villa del Soldo è un'antica residenza nobiliare realizzata nella prima metà dell XIX secolo in stile settecentesco dall'architetto Giacomo Moraglia tra Orsenigo e Alzate Brianza, in provincia di Como. La villa è inserita in un complesso che oggi costituisce un centro di ricerche scientifiche e sociali, sede di convegni di caratura nazionale e internazionale.

## Storia
Al momento della stesura del Catasto Teresiano, il terreno in cui ora sorge il complesso ospitava un edificio rurale di proprietà delle suore del Monastero di San Leonardo in Como.
L'edificio divenne una residenza nobiliare a partire dal 1810, allorché Giacomo Appiani d’Aragona, esponente della famiglia pisana degli Appiano, decise di acquistare l'immobile e di affidarne una completa ristrutturazione a Giacomo Moraglia.
Tra il 1849 e il 1948 la residenza cambiò più volte proprietà, passando dapprima nelle mani del conte Francesco Turati (1849), poi in quelle dei Cella (inizio '900), in seguito al senatore Mario Crespi e infine in quelle di un appartenente al Sovrano Militare Ordine di Malta (1948).
Nel 1962 l'intero complesso andò ad arricchire l'elenco dei beni dell’Amministrazione Provinciale di Como, che la concesse a titolo gratuito alla comunità "Mondo X" di Padre Eligio, che qui vi stabilì una sede di ricerca permanente nel campo scientifico e sociale.

## Descrizione

### La villa
La villa settecentesca si compone di due ali, realizzate in tempi diversi ma entrambe caratterizzate dalla presenza di finestre contornate da finta pietra decorativa e da cornici marcapiano.
L’ala ovest si sviluppa su due livelli nella parte occidentale e su tre piani in quella orientale, dotata di finestre più ampie. Sul lato sud, l’ala ovest presenta un porticato provvisto di colonnine binate che sostengono un’ampia terrazza situata al primo piano.
L’ala est, su due livelli, si apre su una terrazza panoramica collegata al resto del giardino da due ampie scale. Sia le scalinate sia la terrazza stesso sono in granito rosa di Baveno.
Il tetto presenta una copertura a due falde con manto di tegole, tranne che per il livello più elevato dell’ala ovest, ove la copertura è a terrazza piana.
Il lato nord presenta un'ampia terrazza con pavimentazione in grès, cinta da un parapetto in ferro lavorato e provvista da una scala di accesso in collegamento con il giardino.
Di fronte all'ala est, l’estremo sud del piazzale ospita una fontana circolare, profonda circa 3 metri, con parapetto in ferro battuto e, al centro, una statua in marmo di Carrara, alta circa 5 metri e raffigurante una serie di putti e figure allegoriche.

### Altro
La villa è inserita in un parco recintato di oltre 100000 m2, all'interno del quale si trovano anche una serie di altre costruzioni: una portineria, una limonaia, le vecchie scuderie, un oratorio, un castelletto e una casetta detta "Casa del Pescatore".

#### Portineria
La portineria è l'unico edificio che, all'interno del complesso di Villa del Soldo, fa parte del territorio di Alzate Brianza.
Comprensivo dell'ingresso carraio, l'edificio si presenta su due livelli, in stile lombardo, con pareti esterne rivestite di piccole scaglie di pietra e tetto con copertura a due falde molto inclinate e tegole.

#### Limonaia
La limonaia, nata come serra, è un edificio su due livelli, con facciata neoclassica decorata da elementi a semicerchio e sormontata da un frontone in cima al quale si trovano tre statue in molera. Un'imponente scala in serizzo mette in collegamento il primo piano con un piazzale di 400 m2 situato dalla parte opposta rispetto a quello ben più ampio che separa l'edificio dalla villa.
La limonaia viene oggi utilizzata come sede di concerti e di convegni (questi ultimi perlopiù legati a ricerche scientifiche e sociali legate alle patologie immunologiche).

#### Scuderie
Un edificio con settori di altezze diverse e pianta a U ospita quello che un tempo erano le scuderie, aperte su un cortile sul quale si affacciano alcuni locali che fungevano da magazzino. Sia la facciata dell'edificio principale sia quella delle ali laterali presentano una parte superiore a timpano parzialmente coperta da alcuni intarsi lignei che penzolano dallo spiovente in ardesia.
Le scuderie sono oggi adibite a campus di ricerca e terapia per malati di AIDS.

#### Oratorio di San Francesco d'Assisi
Edificato su commissione della famiglia Crespi sul viale di collegamento tra la Villa e le scuderie, l'oratorio di San Francesco d'Assisi si presenta con finestre contornate da massello in serizzo e due ingressi, di cui il principale sormontato da un rosone mosaicato. L'ingresso secondario, affiancato da raffigurazioni dei santi Giorgio e Uberto, è sovrastato una nicchia semicircolare ornata da una conchiglia. All'interno, la chiesetta presenta un soffitto a cassettoni.

#### Castelletto
Il castelletto è una costruzione su due livelli decorata da merlature provvisto di tre torrette circolari, delle quali due sono direttamente inserite nel corpo principale e la terza, accessibile esclusivamente dal giardino per via di un ponte in ferro, è collegata al resto dell'edificio mediante un muro aperto da un'arcata. Sulla facciata sud dell'edificio, le due torrette sono dotate di cornici marcapiano in pietra. Una nicchia circolare che racchiude la raffigurazione di un volto è visibile sotto la smerlatura del primo piano.

#### Casa del Pescatore
Situata nei pressi dell’ingresso al parco da Orsenigo, la "Casa del Pescatore" è un piccolo edificio in muratura con tetto in legno. La casa è provvista di una piccola darsena collegata a quel che resta di un laghetto artificiale di circa 1100 m2 un tempo alimentato non solo dalle acque piovane ma anche da una conduttura che, mediante l’acquedotto di Albese con Cassano, convogliava acqua dai vicini monti prealpini. Al centro, il laghetto ospitava un isolotto pianeggiante, con al centro la statua di un navigante. 